# 沃利斯冰川
71°14′S 168°15′E / 71.233°S 168.250°E
沃利斯冰川是南極洲的冰川，位於維多利亞地的彭內爾海岸，全長37公里，流經阿德默勒爾蒂山脈西北部，美國地質調查局根據測量和該國海軍的空中照片繪入地圖，現時由南極條約體系管理。